# ناصر السنباطي
ناصر السنباطي ( 15 أكتوبر سنة 1965- 20 مارس 2013)، لاعب كمال أجسام محترف ولد في مدينة شتوتغارت الألمانية لأب مصري وأم يوغسلافية (من البوشناق) ويحمل الجنسية المصرية، تخرج في جامعة هاسبرج بألمانيا بدرجة الماجيستير في التاريخ وعلوم السياسة وعلم الأجتماع، وشارك بالبطولة الفدرالية الدولية للاعبي كمال الأجسام IFBB, وتوفى في 20 مارس سنة 2013 في القاهرة عن سن 47 عام.

## بداياته
بدأ ناصر ممارسة كمال الجسام عام 1983. وأول مسابقة خاضها كانت في بطولة الدولة للناشئين بألمانيا.حيث حقق المركز السادس، أول ظهور له ببطولة مستر أولمبيا في عام 1994 حيث حقق المركز السابع، عامة شارك السنباطي في ثمان بطولات لمستر اوليمبيا. أفضل مركز حققه فيها كان عام 1997 حيث حقق المركز الثاني، ناصر مشهور بملابسه وأستعراضاته على المسرح، وعرف عنه القدرة على التحدث بسبعة لغات، كما هي قدرته على ان يزن ثلاثمائة رطل في خارج موسم البطولات.

## اقامته
ناصر وجه بارز ومعروف في العديد من المقالات والمجلات الخاصة بكمال الأجسام، وكان يقيم في سان دييجو كاليفورنيا، الولايات المتحدة الأمريكية.

## أبعاده الجسمانية
- الطول : خمسة أقدام و 11 بوصة
- وزن الموسم المغلق : 310-330 باوند
- وزن البطولة : 270-280 باوند

## إنجازاته
- 1990 بطولة جراند بيركس Grand Prix ب فنلاندا, المركز الثامن
- 1990 بطولة جراند بريكس Grand Prix ب فرنسا، السابع
- 1990 بطولة جراند بريك Grand Prix ب هولاندا، الثامن
- 1991 بطول ليل الأبطال Night of Champions,لم يحقق مركز
- 1992 محترفي شيكاغو الدعوية Chicago Pro Invitational المركز التاسع عشر
- 1993 جراند بريكس فرنسا، الثالث
- 1993 جراند بريكس ألمانيا الثالث
- 1994 ليلة الأبطال Night of champions، الثاني
- 1994 بطولة مستر أولمبيا، السابع
- 1995 بطولة هويتن الدعوية، المركز الأول
- 1996 تم أستبعاده من بطولة مستر أولمبيا بعد فشله في أختبار المنشطات
- 1997 بطولة أرنولد الكلاسيكية، المركز الثاني
- 1997 بطولة مستر أوليمبيا المركز الثاني
- 1998 أرنولد كلاسيك، الثاني
- 1998 مستر اوليمبيا المركز الثالث
- 1999 مستر اوليمبيا، السادس
- 1999 أرنولد كلاسيك, الأول
- 1999 أبطال العالم المحترفين، المركز السادس
- 2000 مستر أوليمبيا الخامس
- 2001 مستر أولمبيا التاسع
- 2002 مستر أوليمبيا الخامس عشر
- 2005 العرض الخارق بأوروبا..المركز الرابع عشر

## وفاته
توفي ناصر السنباطي يوم 20 مارس 2013 في القاهرة (زيارة) عن عمر ناهز 47 عام، حيث توفى أثناء نومه.